# 笹沢一有
笹沢　一有（ささざわ　かずあり、1984年8月2日　- ）は日本人空道家。
東京都出身。国際空道連盟大道塾関西本部所属。2005年、初出場の北斗旗体力別大会軽重量級（-250クラス）にて優勝して話題となった。早稲田実業柔道部出身で、大学4年間を早稲田大学の空道同好会に所属した。同じく2010年北斗旗体力別大会軽重量級優勝の勝直光とは同期。武術太極拳（武術）の散打にも挑戦している。

## 来歴
- 2005年 - 北斗旗空手道選手権大会軽重量級優勝
- 2005年 - 北斗旗空手道選手権世界大会軽重量級ベスト4
- 2006年 - 北斗旗空手道選手権大会無差別級ベスト4
- 2007年 - 第9回世界武術選手権大会 散打・67kg級 ベスト8
- 2008年北京武術トーナメント（中国語版） 散打・70kg級初戦準々決勝戦敗退 [1][2][3]
- 2009年 - 北斗旗空手道選手権世界大会軽重量級ベスト8
- 2012年 - 北斗旗空手道選手権大会軽重量級準優勝
- 2013年 - 北斗旗空手道選手権大会重量級準優勝